# Hov Dås
Hov Dås (stavet Hov Daas før 1948) er en langhøj, der ligger 46 m m.o.h. på en stor bakke ved Lønnerup Fjord nordøst for Thisted i Nordjylland. Langhøjen er 54 m lang og 3 m høj.
I moderne tid er Hov Dås blevet brugt til grundlovsmøder i forbindelse med grundlovsdag.